# San Diego Open 2024
San Diego Open 2024, oficiálně Cymbiotika San Diego Open presented by ResMed 2024, byl tenisový turnaj na ženském profesionálním okruhu WTA Tour hraný v Barnesově tenisovém centru. Třicátý osmý ročník San Diego Open probíhal mezi 26. únorem a 3. březnem 2024 v kalifornském San Diegu na dvorcích s tvrdým povrchem Laykold. V kalendáři okruhu byl přesunut ze září do týdne před rovněž kalifornský Indian Wells Open.
Turnaj dotovaný 922 573 dolary patřil do kategorie WTA 500. Nejvýše nasazenou singlistkou se stala pátá tenistka světa Jessica Pegulaová ze Spojených států. Jako poslední přímá účastnice do dvouhry nastoupila čínská 45. hráčka žebříčku Ču Lin. V důsledku invaze Ruska na Ukrajinu na konci února 2022 řídící organizace tenisu ATP, WTA a ITF s grandslamy rozhodly, že ruští a běloruští tenisté mohli dále na okruzích startovat, ale do odvolání nikoli pod vlajkami Ruska a Běloruska.
Druhý singlový titul na okruhu WTA Tour, a první v kategorii WTA 500, vybojovala 27letá Britka Katie Boulterová, která se premiérově posunula do elitní světové třicítky. Čtyřhru ovládly Američanka Nicole Melicharová-Martinezová s Australankou Ellen Perezovou a získaly druhou společnou trofej z dvanácti odehraných finále.

## Rozdělení bodů a finančních odměn

### Rozdělení bodů
| Soutěž  | Soutěž      | vítězky | finalistky | semifinalistky | čtvrtfinalistky | 16 v kole | 28 v kole | Q  | Q2 | Q1 |
| ------- | ----------- | ------- | ---------- | -------------- | --------------- | --------- | --------- | -- | -- | -- |
| dvouhra | [ 3 ] [ 7 ] | 500     | 325        | 195            | 108             | 60        | 1         | 25 | 13 | 1  |
| čtyřhra | [ 8 ]       | 500     | 325        | 195            | 108             | 1         | —         | —  | —  | —  |

### Finanční odměny
| Soutěž                              | Soutěž      | vítězky   | finalistky | semifinalistky | čtvrtfinalistky | 16 v kole | 28 v kole | Q2      | Q1      |
| ----------------------------------- | ----------- | --------- | ---------- | -------------- | --------------- | --------- | --------- | ------- | ------- |
| dvouhra                             | [ 3 ] [ 7 ] | 142 000 $ | 87 665 $   | 51 205 $       | 24 910 $        | 13 590 $  | 9 820 $   | 6 603 $ | 3 380 $ |
| čtyřhra                             | [ 8 ]       | 47 390 $  | 28 720 $   | 16 430 $       | 8 510 $         | 5 140 $   | —         | —       | —       |
| částka ve čtyřhře je uvedena na pár |             |           |            |                |                 |           |           |         |         |

## Ženská dvouhra

### Nasazení
| Stát                           | Hráčka                     | WTA | Nasazení |
| ------------------------------ | -------------------------- | --- | -------- |
| USA                            | Jessica Pegulaová          | 5.  | 1.       |
| Brazílie                       | Beatriz Haddad Maiová      | 14. | 2.       |
| USA                            | Emma Navarrová             | 23. | 3.       |
|                                | Anastasija Pavljučenkovová | 24. | 4.       |
| Ukrajina                       | Dajana Jastremská          | 29. | 5.       |
| Ukrajina                       | Marta Kosťuková            | 30. | 6.       |
| Chorvatsko                     | Donna Vekićová             | 31. | 7.       |
| Kanada                         | Leylah Fernandezová        | 33. | 8.       |
| Žebříček WTA ke 19. únoru 2024 |                            |     |          |

### Jiné formy účasti
Následující hráčky obdržely divokou kartu do hlavní soutěže:
- Katherine Huiová
- Taylah Prestonová
- Caroline Wozniacká

Následující hráčka měla nastoupit pod žebříčkovou ochranou:
- Paula Badosová[2]

Následující hráčky postoupily z kvalifikace:
- Mai Hontamová
- Ann Liová
- Marina Melnikovová
- Jule Niemeierová
- Darja Savilleová
- Marina Stakusicová

### Odhlášení
před zahájením turnaje
- Paula Badosová → nahradila ji  Kateřina Siniaková
- Anna Kalinská → nahradila ji Anna Blinkovová
- Karolína Muchová → nahradila ji  Varvara Gračovová
- Arantxa Rusová → nahradila ji  Magdalena Fręchová

## Ženská čtyřhra

### Nasazení
| Stát                                                                          | Hráčka                      | Stát      | Hráčka             | WTA | Nasazení |
| ----------------------------------------------------------------------------- | --------------------------- | --------- | ------------------ | --- | -------- |
| USA                                                                           | Desirae Krawczyková         | USA       | Jessica Pegulaová  | 22. | 1.       |
| Austrálie                                                                     | Storm Hunterová             | Česko     | Kateřina Siniaková | 25. | 2.       |
| USA                                                                           | Nicole Melichar-Martinezová | Austrálie | Ellen Perezová     | 29. | 3.       |
| Čínská Tchaj-pej                                                              | Čan Chao-čching             | Mexiko    | Giuliana Olmosová  | 51. | 4.       |
| Žebříček WTA ke 19. únoru 2024; číslo je součtem umístění obou členek dvojice |                             |           |                    |     |          |

### Jiné formy účasti
Následující pár obdržel divokou kartu:
- Emily Demingová /  Ann Liová

## Přehled finále

### Ženská dvouhra
- Katie Boulterová vs.  Marta Kosťuková, 5–7, 6–2, 6–2

### Ženská čtyřhra
- Nicole Melicharová-Martinezová /  Ellen Perezová vs.  Desirae Krawczyková /  Jessica Pegulaová, 6–1, 6–2